# رود اوتا
رود اوتا (به لاتین: Ōta River) یک رود در ژاپن است که در استان هیروشیما واقع شده‌است.